# Pangalloanserae
Pangalloanserae — це клада птахів, визначена в дослідженні 2001 року Жака Готьє та Кевіна де Кейроза як «найбільш інклюзивна клада, що містить галлоансерових, але не Neoaves».